# Zuidas

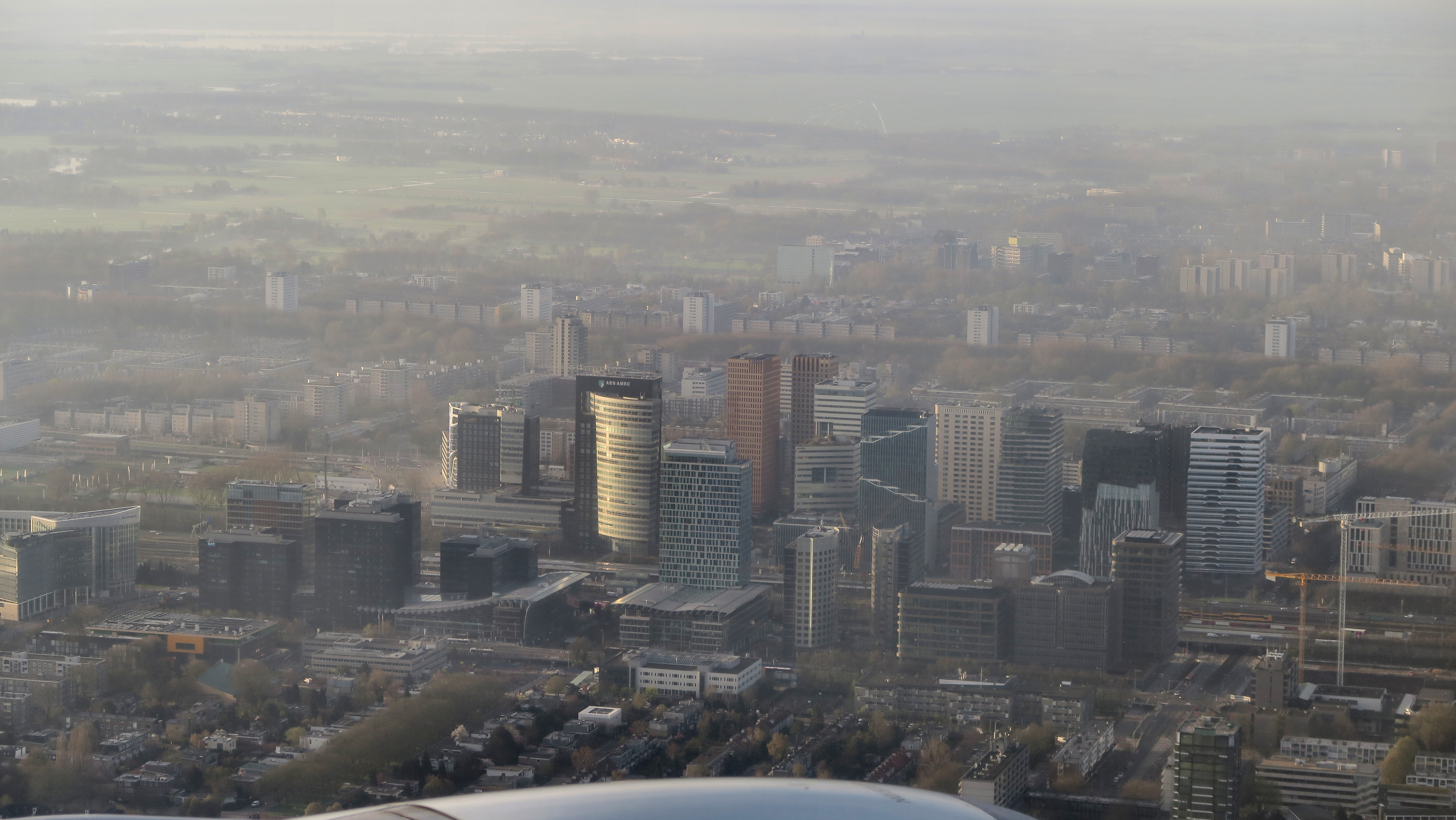
De Zuidas gezien naar het zuiden.

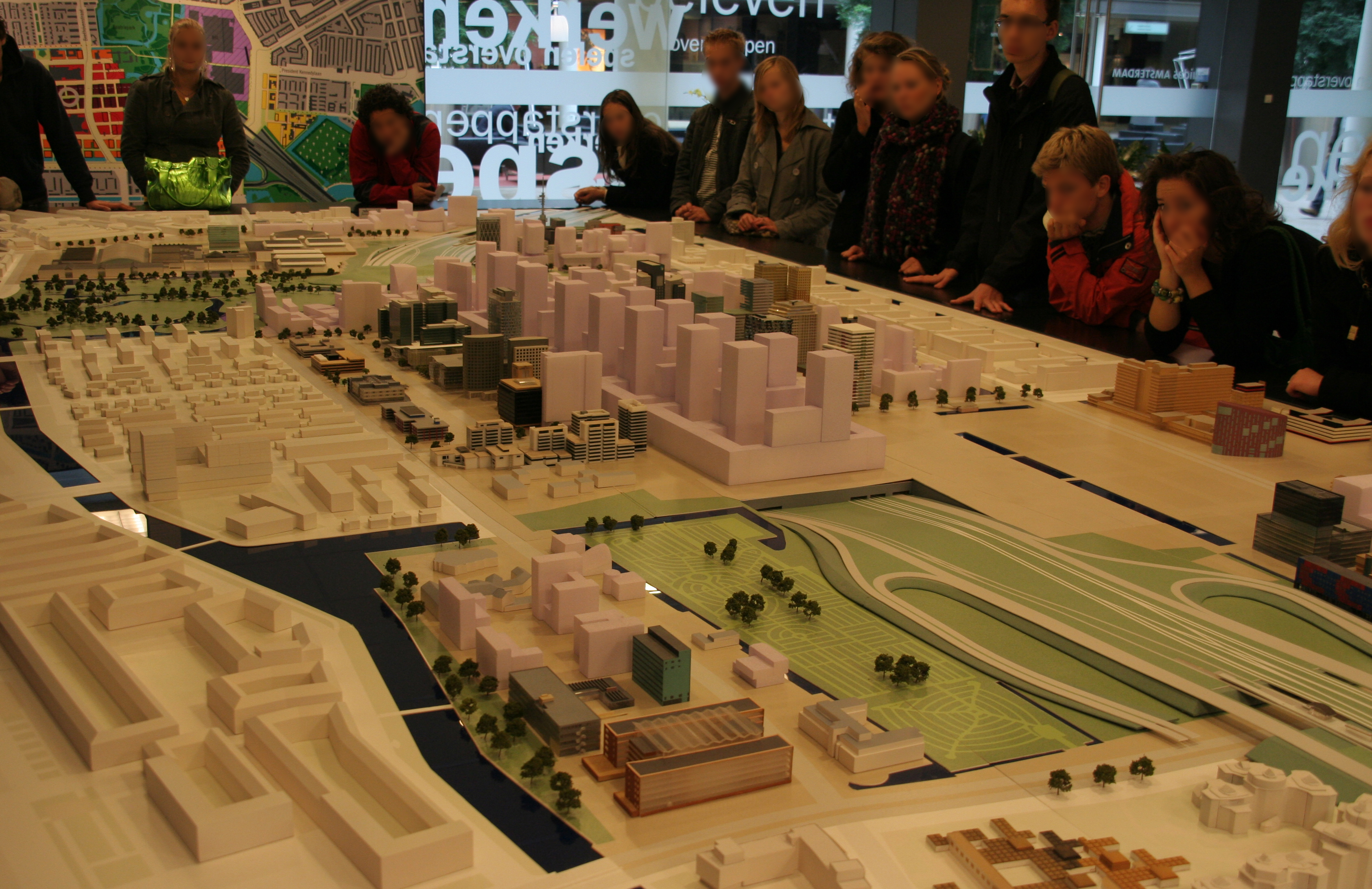
Maquette van dokmodel van de Zuidas.

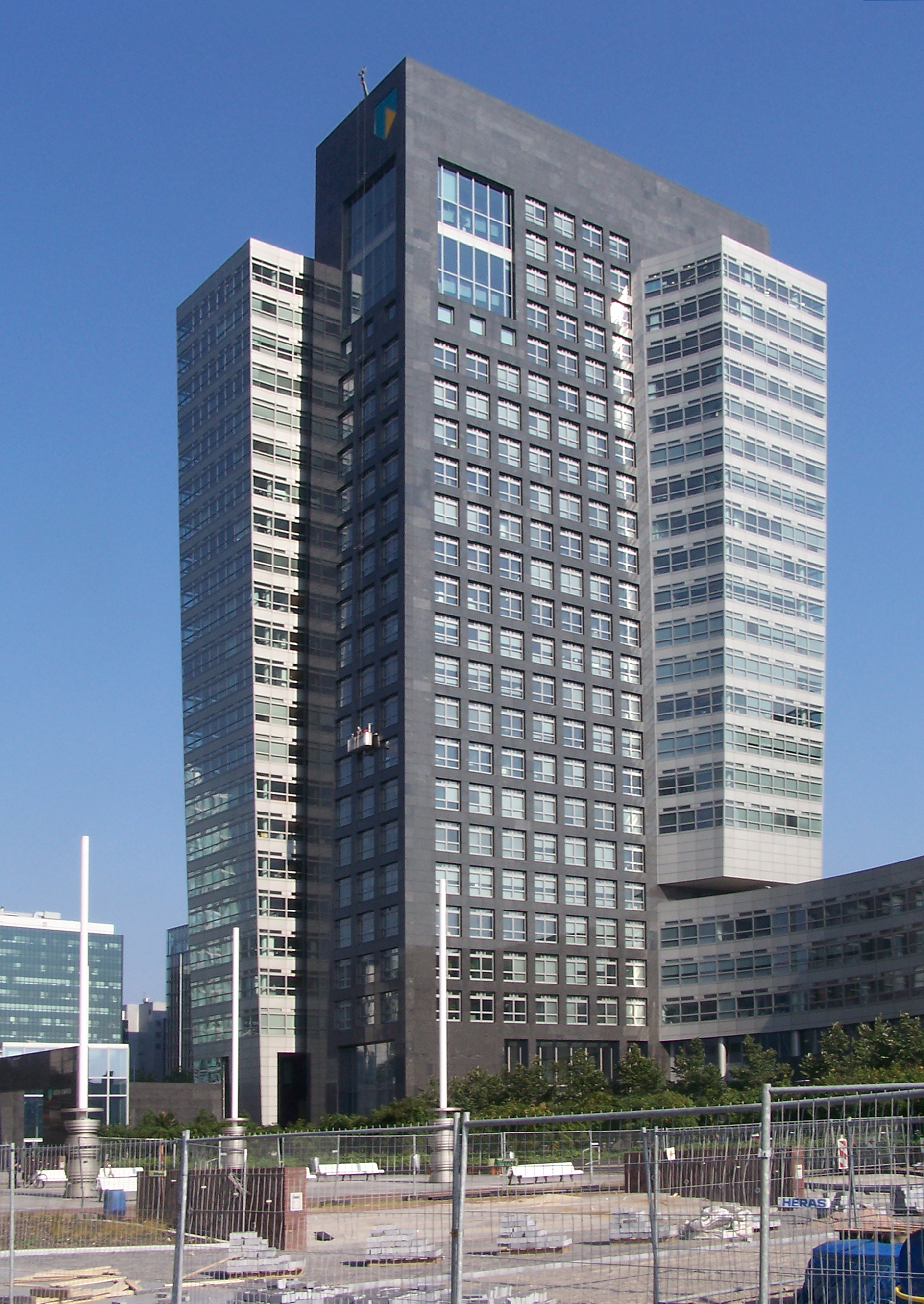
Hoofdkantoor ABN-AMRO Bank.

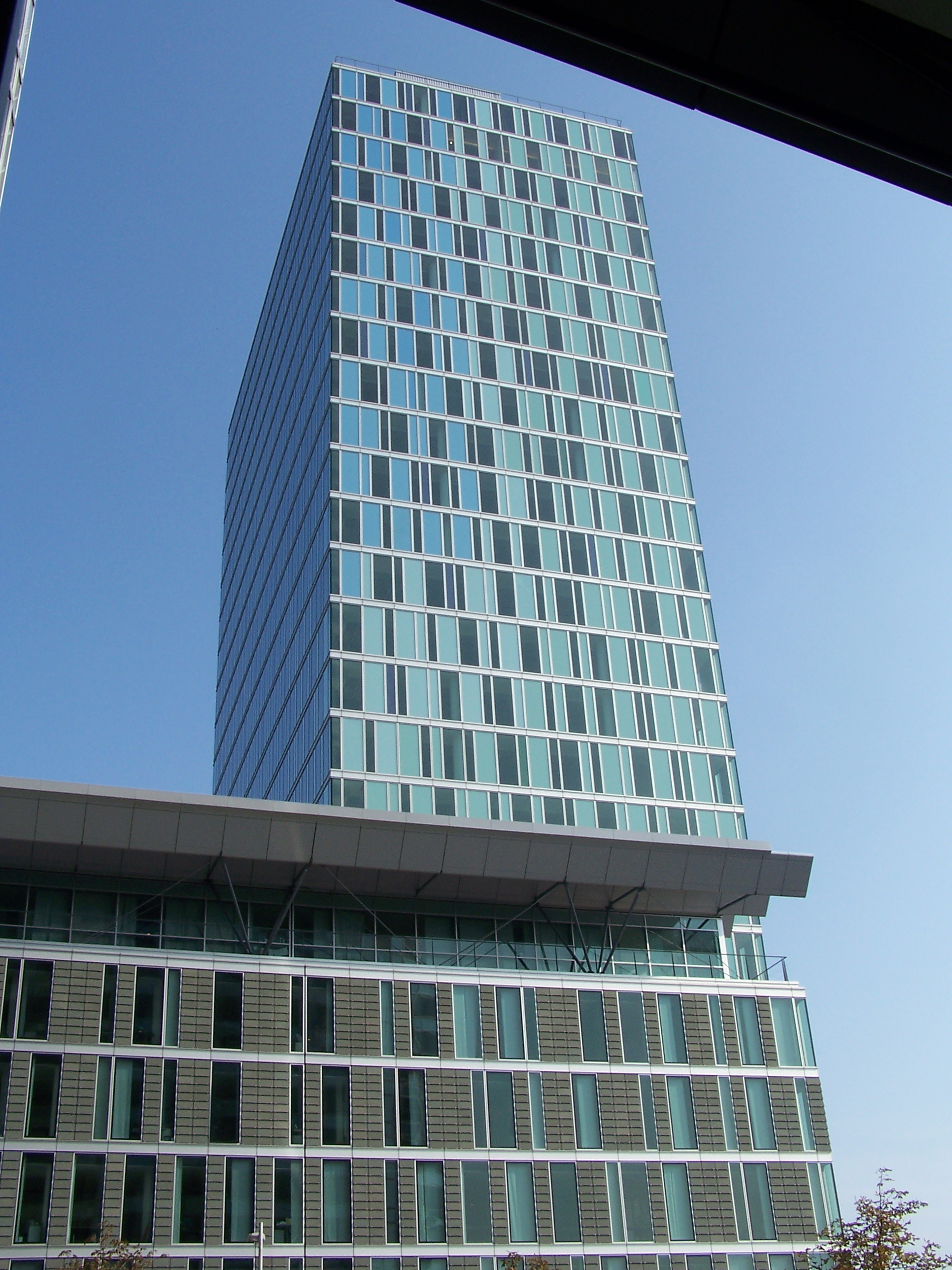
WTC H-Toren.

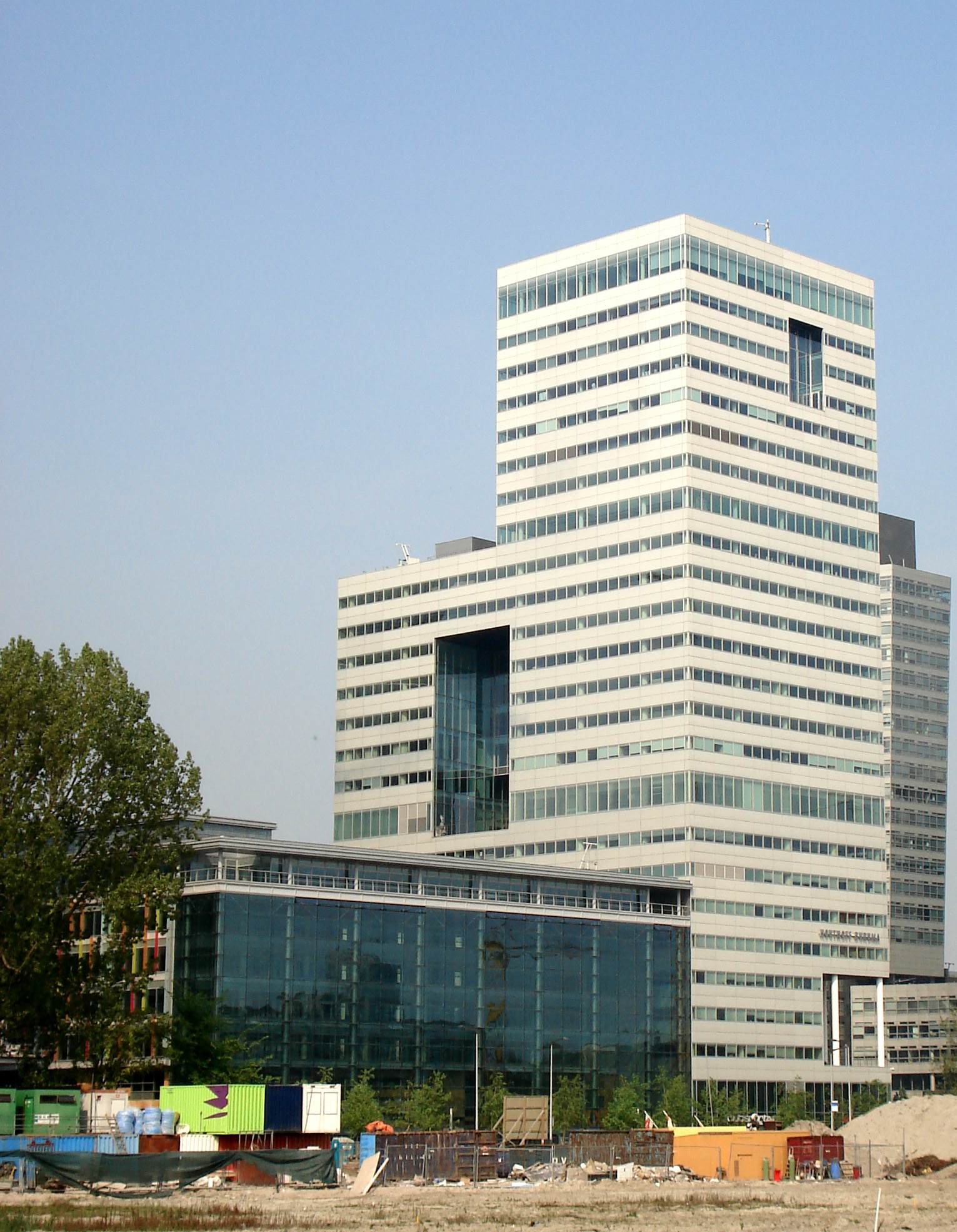
Ito-toren.

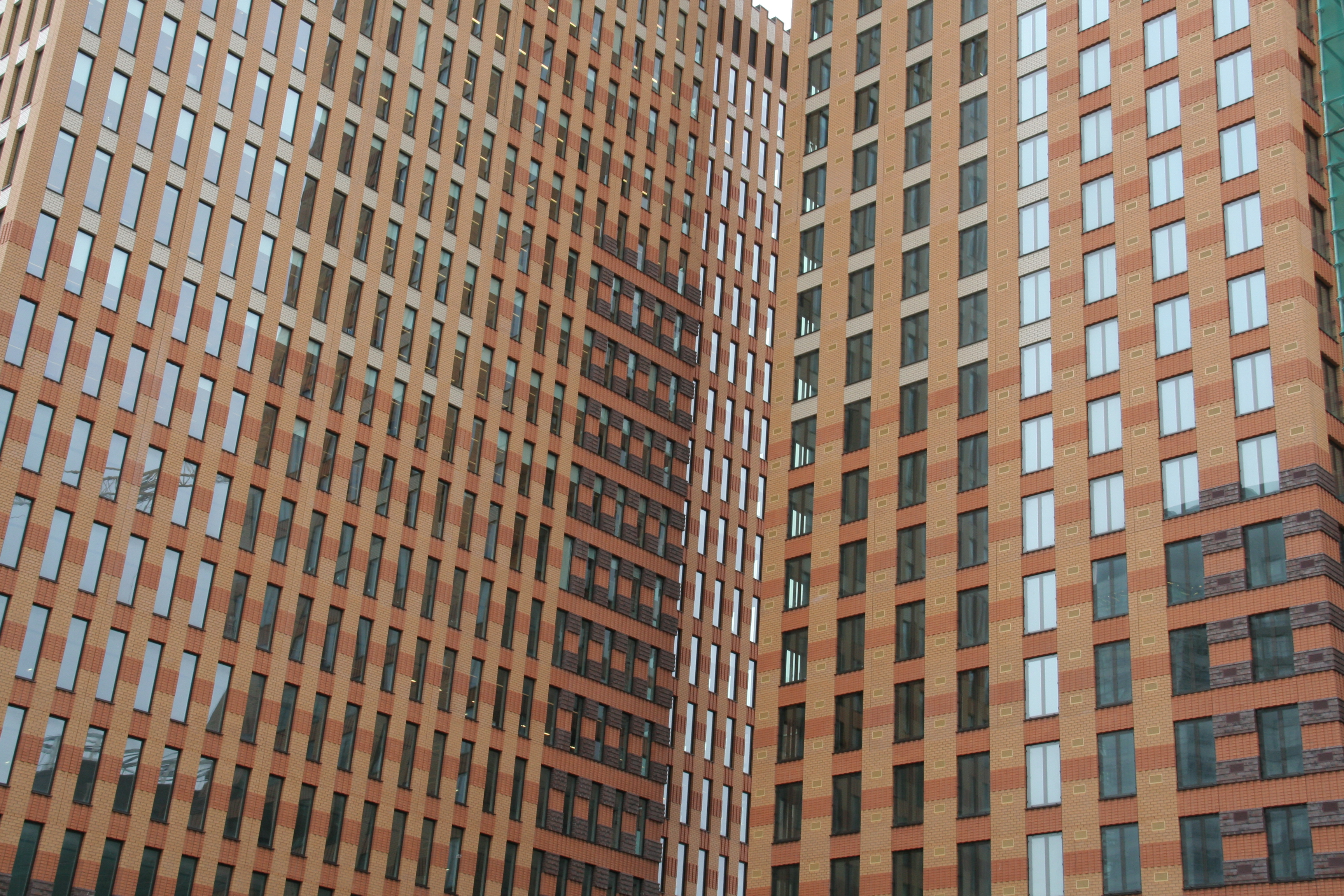
Twee torens van het project 'Amsterdam Symphony'.

De Zuidas (‘Grootstedelijk gebied Zuidas’) is een wijk in Amsterdam. De Zuidas is vooral bekend als zakendistrict met hoogbouw. Dankzij de strategische ligging, dicht bij Schiphol en de Amsterdamse binnenstad, trekt het gebied nationale en internationale bedrijven en instellingen. Het gebied heeft ook een groot ontwikkelingspotentieel omdat er al een clustering heeft plaatsgevonden in het gebied: in een straal van 10 minuten lopen bevinden zich de Vrije Universiteit Amsterdam inclusief een faculteit "School of Business and Economics" en de RAI Amsterdam: het grootste beurs- en congrescentrum van Nederland. 
Station Amsterdam Zuid bevindt zich in het centrum van het gebied. Aan de oostkant ligt station Amsterdam RAI. Station Amsterdam Zuid moet volgens de plannen uitgroeien tot een tweede hoofdstation van Amsterdam (Amsterdam heeft hierdoor dan, functioneel gezien, geen echt Centraal Station meer), met haltes voor onder meer de Noord/Zuidlijn, de HSL-Zuid en de Hogesnelheidslijn naar Duitsland (dit project is niet doorgegaan) en voorts de bestaande trein- en metrodiensten. Station Amsterdam Zuid is in de loop der jaren inmiddels uitgegroeid tot een belangrijk station met frequente Intercity-verbindingen naar de belangrijkste steden van Nederland, en Amsterdam Zuid wordt sinds de zomer van 2018 aangedaan door drie metrolijnen. Met al deze verbindingen wordt Amsterdam Zuid voor 3 miljoen mensen binnen drie kwartier bereikbaar.
Eind 2009 zijn zowel Amsterdam Symphony als het Mahler4-project opgeleverd. Naast de twee genoemde projecten werden in een eerder stadium onder andere voltooid de hoofdkantoren van de ING Bank en van ABN AMRO. Het in 1985 gebouwde World Trade Center (WTC) werd gerenoveerd en uitgebreid. Volgens de planning van 2016 zou de complete Zuidas rond 2035 klaar moeten zijn.

## Ligging en omvang
Het gebied verbindt de wijken Buitenveldert en Oud-Zuid in het stadsdeel Zuid. De Zuidas ligt aan weerszijden van de Rijksweg A10 Zuid tussen de rivieren de Amstel en de Schinkel. Het beslaat een oppervlakte van ongeveer 245 hectare. Op het breedste stuk is Zuidas 1,14 km en op het smalste stuk slechts 750 m. Totale lengte Zuidas 3,5 km.

## Geschiedenis Zuidas
In 1914 presenteerde Berlage het Plan Zuid. Het plan steunde op drie pijlers: het bestaande Vondelpark en het Museumkwartier, een verbinding met Oost via een brug (de latere Berlagebrug) en een Zuiderstation in het verlengde van de ‘NoordZuid-as’ (later de Minervalaan). Het monumentale Zuiderstation kwam er niet, maar in de jaren dertig van de twintigste eeuw werd wel een dijklichaam aangelegd voor de Ringspoorbaan. Het duurde nog tot 1978 totdat het gedeelte tussen Amsterdam Zuid en Schiphol in gebruik werd genomen. In 1981 volgde het gedeelte tussen Amsterdam Zuid en Amsterdam RAI.
Cornelis van Eesteren, hoofd van de afdeling Stadsontwikkeling van de Dienst Publieke Werken van Amsterdam, kwam in 1934 met een Algemeen Uitbreidingsplan voor de stad. Dit plan vormde de basis voor de uitbreiding van de stad tot 2000. In 1951 begon de uitvoering. In Zuid werd tussen 1954 en 1958 de De Prinses Irenebuurt gebouwd, gevolgd door Buitenveldert tussen 1958 en 1966. In 1961 ging de Europahal open, het eerste gebouw van het huidige RAI-complex. Vanaf 1960 werd gebouwd aan het Academisch Ziekenhuis van de Vrije Universiteit aan de De Boelelaan (geopend in 1964).
Tussen de Prinses Irenebuurt en Buitenveldert liep de Zuidelijke Wandelweg, een scheidslijn tussen twee polders met een hoogteverschil van anderhalve meter. Omzoomd door populieren en wilgenbosjes was de weg ruim veertig jaar een geliefd wandelpad. Tijdens de bouw van Buitenveldert raakte de weg bedolven onder het zand. In de loop van de twintigste eeuw verdween het overgrote deel van de Zuidelijke Wandelweg. De dijk werd aangelegd, waarop in 1981 de A10 Zuid openging. Een klein deel van de Zuidelijke Wandelweg bestaat overigens nog steeds, in wat nu het deelgebied Kop Zuidas heet.

## Masterplan Zuidas
De komst van ABN AMRO naar het gebied was voor de gemeente Amsterdam aanleiding om een Masterplan Zuidas op te stellen. Dit Masterplan, in januari 1998 door de gemeenteraad vastgesteld, kan gezien worden als start van de gebiedsontwikkeling Zuidas. Vanwege de goede bereikbaarheid (zoals de nabijheid van Schiphol) is een belangrijke ambitie uit het Masterplan om Zuidas te ontwikkelen tot een (inter)nationale toplocatie voor bedrijven. Daarnaast zijn bouwen in hoge dichtheid en functiemenging (niet alleen bedrijven, maar ook wonen en voorzieningen) doelen uit het Masterplan Zuidas.

## Visie Zuidas
Het Masterplan was de eerste visie op de ontwikkeling van Zuidas tot 2030. Sinds 1998 is deze visie diverse malen bijgesteld: in 2001, 2004 en 2009. De meest recente versie, de Visie Zuidas 2016, is op 5 oktober 2016 formeel vastgesteld door de Amsterdamse gemeenteraad. Een belangrijke reden deze bijstelling was het definitieve besluit tot de bouw van het Zuidasdok. In de Visie 2016, die tot op heden de basis vormt voor de ontwikkeling van Zuidas, staan vijf thema's centraal:
1. De Zuidas in uitvoering: het leefbaar houden van het gebied tijdens de bouw van de wijk Zuidas en tijdens de aanleg van Zuidasdok;
2. Internationaal en ambitieus: het verder versterken van de Zuidas als internationale toplocatie voor het bedrijfsleven;
3. Een levendige woonwijk: het ontwikkelen van de Zuidas tot woongebied met bijpassende voorzieningen.
4. Verbonden door groen en water: een zwaarder accent op de aanleg van aantrekkelijke plekken (en het verbeteren van bestaande plekken) in het groen of bij het water;
5. Kiezen voor fiets en openbaar vervoer: meer ruimte bieden aan fiets en openbaar vervoer, als aantrekkelijk alternatief voor de auto.

## Gebiedsontwikkeling Zuidas
Volgens de Visie Zuidas 2016 moet in 2030 (de 'eindsituatie' voor deze visie) ongeveer 3,4 miljoen m² zijn gebouwd. Hiervan bestaat ongeveer 800.000 m² uit woonoppervlak (circa 7.000 woningen), ongeveer 1,2 miljoen m² kantoren en ongeveer 1,4 miljoen m² voorzieningen. In 2016 was inmiddels 2,1 miljoen m² gebouwd of in aanbouw: ruim 200.000 m² woningbouw, bijna 900.000 m² kantooroppervlakte en bijna 1 miljoen m² aan voorzieningen (waaronder RAI, VU en Amsterdam UMC). Het nog te realiseren deel bestond in 2016 uit 300.000 m² kantooroppervlak, 600.000 m² woningbouw en 400.000 m² voorzieningen. Deze indicatieve aantallen houden geen rekening met de uitbreiding van het gebied Zuidas.

### Uitbreiding Zuidas
Het college van B&W heeft in november 2017 opdracht gegeven om de ontwikkelmogelijkheden te onderzoeken voor het gebied tussen de Amstelveenseweg, de Schinkel en de Nieuwe Meer. Dit gebied is per 1 januari 2018 toegevoegd aan het 'Grootstedelijk Gebied Zuidas' en heeft de naam 'Verdi' gekregen. De ontwikkeling van Verdi past bij de wens van Amsterdam om tot 2025 nog 50.000 woningen te bouwen.

### Woningbouwstrategie Zuidas
De gemeente Amsterdam heeft in juli 2017 de Woonagenda 2025 vastgesteld. Onderdeel van deze woonagenda is de ‘40-40-20’ procent normering voor nieuwbouwplannen. Om te komen tot voldoende, betaalbare en goede woningen, is voor nieuwbouwplannen op gebiedsniveau een verdeling van woningtypen vastgesteld: 40% sociale huurwoningen, 40% middel dure woningen en 20% vrije sectorwoningen (koop en huur). Dit geldt ook voor het gebied Zuidas. Overigens blijven afspraken die voor de woonagenda met ontwikkelaars zijn gemaakt gewoon van kracht.

## Projectgebieden Zuidas

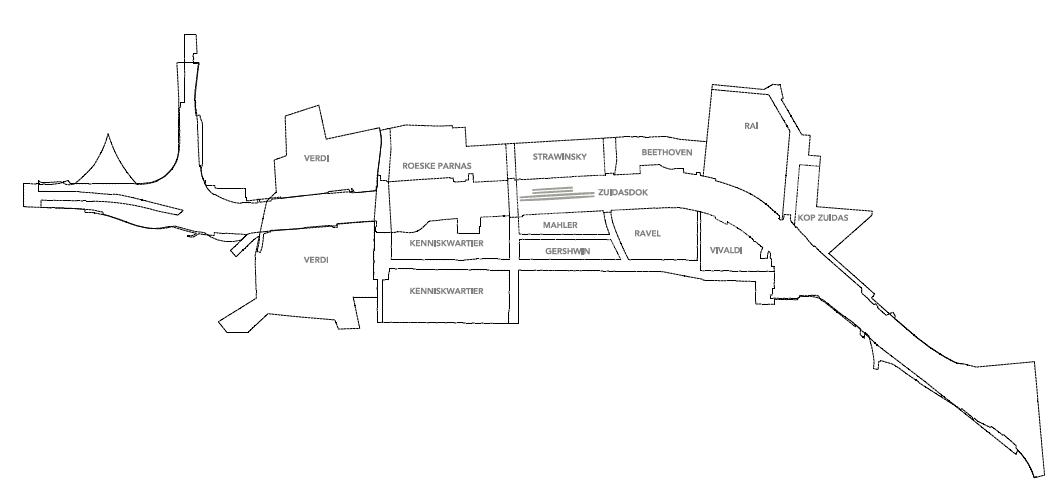
Deelgebieden Amsterdam Zuidas 2019

De Zuidas is opgedeeld in 12 deelgebieden:
1. Kenniskwartier
2. Mahler
3. Gershwin
4. Ravel
5. Vivaldi
6. Kop Zuidas
7. Rai
8. Beethoven
9. Strawinsky
10. Parnas
11. Fred. Roeskestraat
12. Verdi

### Projecten
Binnen de Zuidas zijn verschillende projectgebieden aangewezen. Enkele belangrijke zijn:
- World Trade Center en Zuidplein, gelegen ten noorden van Station Zuid. Dit project is tot dusver het enige afgeronde project in de Zuidas. Het bestond uit het renoveren van het bestaande WTC-complex in 2002, nieuwbouw van het WTC (H- en I-toren) aan het Zuidplein in 2004 en het herinrichten van het Zuidplein in hetzelfde jaar.
- Mahler4, gelegen in het hart van Zuidas, tussen de Gustav Mahlerlaan, het Gustav Mahlerplein, de A10 en de Parnassusweg. Met dit project werd begonnen in 2002 en daarmee is het een van de oudste projecten van de Zuidas. Het omvat onder andere het nieuwe hoofdkantoor van ABN AMRO en de gebouwen Ito-toren, SOM, Viñoly, Architecten Cie, UNStudio en het Baker McKenzie House. Met het bouwen van fase 3, het laatste gedeelte, werd in 2006 begonnen. Met de oplevering van deze gebouwen in 2010 werd project Mahler4 voltooid.
- Gershwin, gelegen aan de zuidzijde van Zuidas, direct onder Mahler4. Het gebied grenst aan de De Boelelaan, de Parnassusweg, de Gustav Mahlerlaan en de Beethovenstraat. Het is het eerste gebied in het Zuidas-project waar er naast werken ook gewoond kan worden. Het startschot voor de bouw van de eerste woontoren van het project, Amsterdam Symphony, werd gegeven door burgemeester Job Cohen op 20 september 2006. Naast Symphony op de hoek van de nieuwe De Boelegracht en het nieuwe George Gershwinplein werd het Miles Building gerealiseerd, het eerste volledige koopwoningenblok op de Zuidas. Aan de andere kant van het George Gershwinplein hebben het Crowne Plaza-hotel en het woonblok Opzuid zich gevestigd. In 2014 begon de bouw van twee prominente woontorens Summertime, 900 Mahler en het kantoorgebouw 1000 Mahler aan de Gustav Mahlerlaan. Tegelijkertijd verrezen er langs de Beethovenstraat nieuwe kantoorgebouwen. In eerste instantie zou Gershwin in 2010 volledig opgeleverd zijn, maar dit liep vertraging op door de kredietcrisis. De verwachting is dat Gerwhin in 2019 volledig opgeleverd zal zijn.
- Kop Zuidas, gelegen tussen de Europaboulevard, de A10, het water van de Kleine Wetering en de President Kennedylaan, rondom de RAI. Het is het oostelijkste deel van de Zuidas en het zuidelijkste deel van de Rivierenbuurt. Het accent ligt in dit gebied op het uitgaansleven. Pronkstuk van dit project had het nieuwe musicaltheater van Joop van den Ende moeten worden, maar de plannen hiervoor werden gestaakt. De bouw van Kop Zuidas begon in 2006. In 2009 werd een nieuw stadsdeelkantoor geopend aan de President Kennedylaan, en vier jaar later in 2012 het gebouw Flow Amsterdam; een markant gebouw aan de Europaboulevard waar onder meer het ROC van Amsterdam, een supermarkt en andere verschillende buurtvoorzieningen zijn gevestigd. Anno 2015 werd er onder meer gestart met verschillende woongebouwen en zou een hotel van de Duitse keten Motel One worden opgeleverd.
- Vivaldi, ook bekend als Drentepark, gelegen aan de zuidkant van de ringweg A10 en tussen de Europaboulevard, de De Boelelaan en de Beethovenstraat. Vivaldi wordt een stedelijk gebied tussen het Amstelpark (oosten) en het Beatrixpark (westen). Aan de kant van het Beatrixpark, dat tussen de projecten Vivaldi enerzijds en Mahler4 en Gershwin anderzijds in ligt, wordt een parkgebouw gerealiseerd. De bouw van het project begon in 2005 met de start van de bouw van het kantoor voor Ernst & Young (Drentestaete III).

### Opvallende gebouwen langs de Zuidas
- Valley

Panorama Zuidas (maart 2017)

- Infinity, voormalig hoofdkantoor van ING Verzekeringen
- World Trade Center (WTC)
- Viñoly
- Ito-toren
- Hoofdkantoor ABN-AMRO Bank
- RAI gebouw en congrescentrum
- The Rock

### Belangrijke gebouwen en instellingen
- Vrije Universiteit
- RAI
- Amsterdam UMC
- World Trade Center
- Rechtbank Amsterdam
- EMA

## Zuidasdok

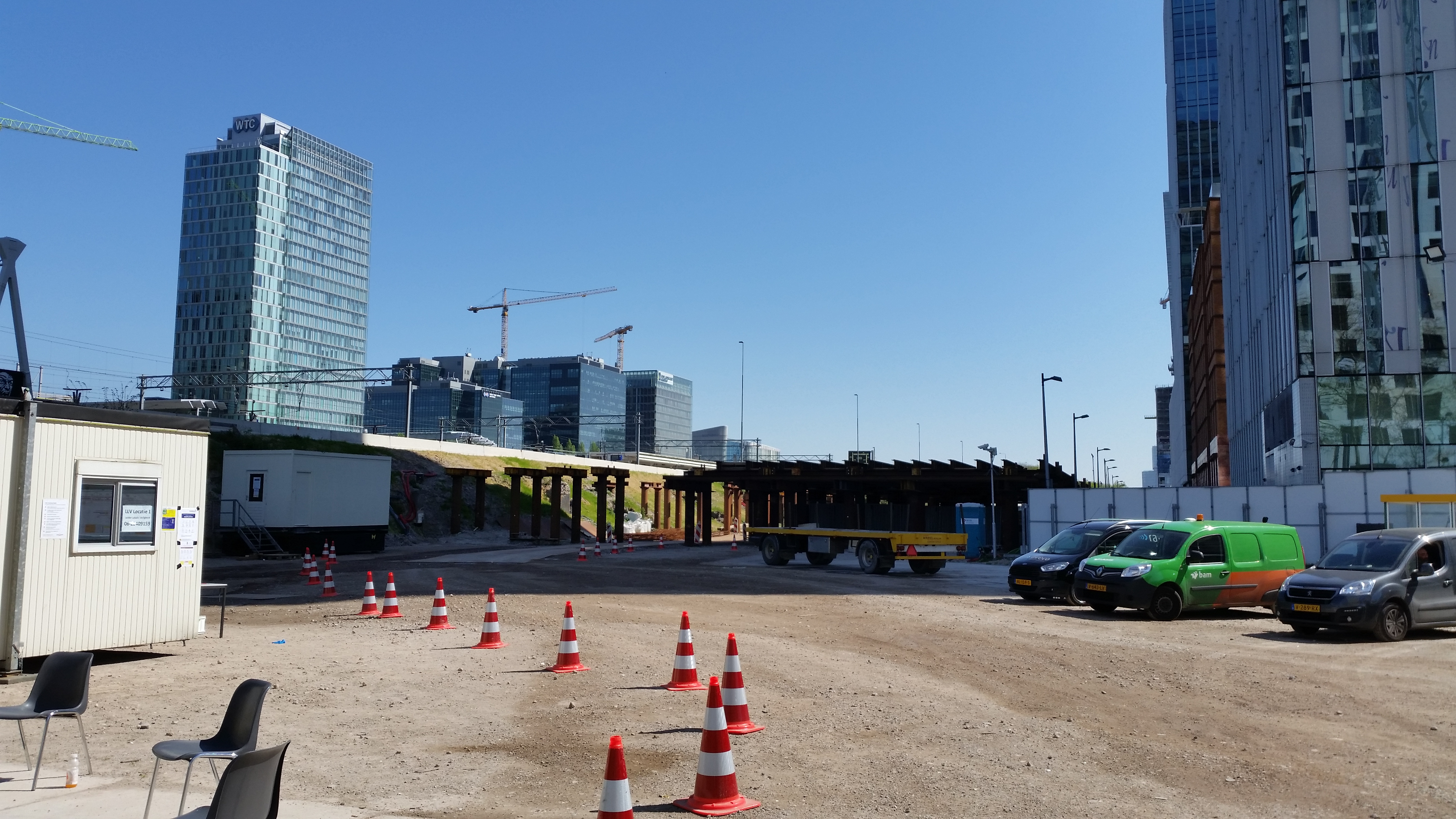
De Brittenpassage in april 2020; de eerste aanzet van het Zuidasdok.

Het Zuidasdok is de meest complexe operatie in het Zuidasgebied. Het behelsde oorspronkelijk het volledig ondergronds brengen van 1200 meter spoor- en autowegen (A10 en middenberm) tussen de Rozenoordbrug en de Schinkelbrug, om de overlast van verkeer te beperken en ruimte te creëren voor bebouwing boven op de tunnel. Om dit project te financieren en uit te voeren werd de publiek-private onderneming ZuidasDok NV opgericht. Naar verwachting zou in 2011 begonnen worden met bouwen en zou rond 2030 het Zuidasdokgedeelte gereed zijn, inclusief bebouwing boven op de tunnels.
Op 9 februari 2012 sloten de gemeente Amsterdam, provincie Noord-Holland en het Rijk een akkoord waardoor de Ringweg A10 bij Station Zuid ondergronds wordt gelegd. De NS- en metrosporen en -perrons blijven op hun bestaande bovengrondse locatie bestaan. De kosten bedragen zeker 1,4 miljard euro. Tevens worden de metroperrons op station Zuid 'omgeklapt' van de oostzijde naar de westzijde, waardoor de aansluiting van de Amstelveenlijn onmogelijk wordt. Dit betekent tevens het einde van de Amstelveenboog, de verbindingstunnel van Station Zuid naar de Buitenveldertselaan, waarmee de verlenging van de Noord/Zuidlijn richting Amstelveen via deze route definitief van de baan is.
Met het project is bijna 1,4 miljard euro gemoeid, inclusief de knooppunten is dat 1,9 miljard. Het Rijk neemt 979 miljoen euro voor zijn rekening, Amsterdam 201 miljoen euro, de Stadsregio Amsterdam 130 miljoen en de provincie Noord-Holland 75 miljoen euro.
In februari 2017 werd het project gegund aan ZuidPlus, een combinatie van Heijmans uit Nederland, Fluor uit de Verenigde Staten en Hochtief uit Duitsland. Het Rijk trekt hiervoor 990 miljoen euro uit. Het gaat om een van de grootste infrastructurele projecten van Nederland. De werkzaamheden zijn in maart 2019 begonnen en het project zou rond 2028 moeten worden opgeleverd.
Omdat de bouw zeker twaalf jaar gaat duren vrezen diverse bedrijven en bewoners in de omgeving voor langdurige bouwoverlast. Ook het verkeer zal de nodige overlast gaan ondervinden tijdens de bouwwerkzaamheden.

### Planning Zuidasdok
- 2019: start bouw tunnels, verbreding A10 Zuid, uitbreiding station Amsterdam Zuid en herinrichting knooppunten Amstel en De Nieuwe Meer;
- 2021-2022: ingebruikname nieuwe stationspassage (Brittenpassage);
- 2024-2026: ingebruikname verbrede stationspassage (Minervapassage); tunnels en verbreding A10 Zuid gereed; herinrichting knooppunten Amstel en De Nieuwe Meer gereed;
- 2025-2027: uitbreiding Station Amsterdam Zuid gereed;
- 2028: oplevering Zuidasdok.[4]

### Infrastructuur boven- of ondergronds
Voor de infrastructuur van de Zuidas zijn drie modellen onderzocht, te weten:
- Het dokmodel: alle infrastructuur onder de grond, met daarboven de stad;
- Het dijkmodel: alle infrastructuur blijft bovengronds, slechts incidenteel overbouwd;
- Het dekmodel: de infrastructuur grotendeels bovengronds, maar met een overkapping (ook wel kunstwerk).

Het 'Basisdocument Zuidas' (november 2000) concludeert dat het dokmodel technisch haalbaar is en de beste waarborg biedt voor de beoogde kwaliteit. De gemeenteraad van de gemeente Amsterdam sprak in 2000 zijn voorkeur uit voor het dokmodel. De staatssecretaris van VROM heeft in juli 2002 de gezamenlijke wens van Rijk en gemeente (met het dijkmodel als terugvaloptie) op schrift vastgelegd. De A10, de metrolijnen en de spoorlijnen zullen daarom over een lengte van 1200 meter in een tunnel worden gelegd, waardoor 24 hectare aan nieuwe bouwruimte ontstaat.
De gemeenteraad van de gemeente Amsterdam ging in april 2005 akkoord met het dokmodel. Alleen de SP en Amsterdam Anders/De Groenen stemden tegen. De financiering van het project was nog niet rond.
Op 9 februari 2012 hebben de gemeente Amsterdam, provincie Noord-Holland en het Rijk een akkoord gesloten waardoor de ringweg A10 bij Station Zuid ondergronds wordt gelegd (Zuidasdok). De kosten bedragen zeker 1,4 miljard euro. De NS- en metrosporen en -perrons blijven op hun bestaande bovengrondse locatie bestaan. Tevens worden de metroperrons op station Zuid 'omgeklapt' van de oostzijde naar de westzijde, waardoor de aansluiting van de Amstelveenlijn onmogelijk wordt. Dit betekent in 2019 tevens het einde van de Amstelveenboog, de verbindingstunnel van Station Zuid naar de Buitenveldertselaan, waarmee de verlenging van de Noord/Zuidlijn richting Amstelveen via deze route definitief van de baan is.

## Amsterdam Zuidas Onderneming
Op 21 januari 2004 besloten de gemeente Amsterdam en de Rijksoverheid samen de Amsterdam Zuidas Onderneming op te richten. Dit bedrijf moet ervoor zorgen dat de spoor- en autowegen tussen de Amstel en de Schinkel ondergronds worden gehuisvest, waardoor verkeersoverlast beperkt wordt en de grond boven op de tunnel gebruikt kan worden voor bebouwing. Tevens moet het bedrijf de projecten in de Zuidas gaan coördineren. Naast de beide overheden worden private ondernemingen uitgekozen in een selectieprocedure om het Zuidasdok-project mee te helpen realiseren.

### Oorspronkelijk geselecteerde private partijen
In de oorspronkelijke selectieprocedure zijn in september 2005 ABN AMRO, ING Real Estate, Fortis, Rabobank en de Bank Nederlandse Gemeenten geselecteerd om deel te nemen aan de Amsterdam Zuidas Onderneming. Samen met de overheid werkten deze partijen aan een ontwerp voor de Zuidas. Hiervoor is 'gerekend en getekend' onder begeleiding van het ingenieursbureau Arcadis. De studie die hieruit voortkwam heeft geleid tot dusdanige wijzigingen in de oorspronkelijke scope en de projectopzet, dat men een nieuwe selectieronde op zijn plaats vond. Anders dan eerst de bedoeling was beperkt de zeggenschap van de onderneming zich niet langer tot de Dokzone, want ook de ontwikkeling van het gebied rondom de Dokzone wordt nu opgenomen in het werkterrein van de onderneming. Daarnaast kunnen mogelijk deelnemende partijen meedoen aan de daadwerkelijke vastgoedontwikkeling.

### Nieuwe selectieprocedure voor private partijen
Op 8 februari 2007 werd de Selectieleidraad Zuidas Onderneming aangekondigd in Het Financieele Dagblad en de Europese editie van de Financial Times. De termijn voor indiening sloot op 22 maart 2007. De banken met de beste financiële aanbieding op het Zuidasontwerp verkregen in de tweede helft van 2007 een plaats in de Zuidas NV, naast de gemeente Amsterdam, de rijksoverheid en de eerder geselecteerde private partijen.
In november 2006 herbevestigde het kabinet de keuze voor het dokmodel en gaven gemeente en Rijk toestemming voor het omvormen van het Amsterdamse 'Project Zuidas' tot de 'Amsterdam Zuidas Onderneming in oprichting'. Op 1 februari 2007 werd de Zuidasorganisatie omgevormd tot de 'Zuidas Onderneming in oprichting', waarmee het in november 2006 door de gemeente Amsterdam en het Rijk genomen besluit geëffectueerd werd. De deelnemers aan deze Onderneming hebben wel hun twijfels geuit bij de financiële aspecten van het project.

### Raad van commissarissen en raad van bestuur van de onderneming
Bij het besluit tot omvorming van het 'Project Zuidas' tot de 'Amsterdam Zuidas Onderneming in oprichting' in november 2006 werd Elco Brinkman door het kabinet aangewezen als voorlopige president-commissaris van de onderneming. Zijn taak was de oprichting van de onderneming, die gepland werd voor medio 2007, voor te bereiden. Bij de definitieve omvorming op 1 februari 2007 werden op voordracht van Brinkman de heren Duco Stadig en Jan Doets als commissaris benoemd. Doets was sinds maart 2005 als kwartiermaker actief bezig met de voorbereiding van de Amsterdam Zuidas Onderneming. Stadig is een voormalig wethouder Ruimtelijke Ordening van Amsterdam. De verwachting was dat de raad van commissarissen op korte termijn verder uitgebreid zal worden.
De raad van commissarissen stemde in met de aanstelling van Bob van Reeth en Paul van Beek als supervisoren van de Amsterdam Zuidas Onderneming. De supervisoren bewaken de architectonische en stedenbouwkundige kwaliteit van het project. Van Reeth is voormalig Vlaams Bouwmeester.

## Gemeentelijke Directie Zuidas
Directie Zuidas is de afdeling van de gemeente Amsterdam die de gebiedsontwikkeling van Zuidas uitvoert. Jan Stoutenbeek was van 2003 tot 2009 directeur van de gemeentelijke dienst voor de Zuidas, aanvankelijk geheten Projectbureau Zuidas. Blijkens een bericht in de Volkskrant van 4 juni 2008 zou hij volgens het Bureau Integriteit van de gemeente Amsterdam een 'te innige' relatie hebben onderhouden met een van de hoofdverdachten in de vastgoedfraude rond de Zuidas. Van september 2009 tot 1 januari 2017 was Klaas de Boer directeur van Zuidas Amsterdam. Sinds 1 januari 2017 is David van Traa directeur Zuidas.